# 无粉报春
无粉报春（学名：Primula efarinosa）为报春花科报春花属下的一个种。

## 扩展阅读
- 維基物種上的相關：无粉报春